# Будзішевиці (Лодзинське воєводство)
Будзішевиці (пол. Budziszewice) — село в Польщі, у гміні Будзішевиці Томашовського повіту Лодзинського воєводства.
Населення — 832 особи (2011).
У 1975-1998 роках село належало до Пйотрковського воєводства.

## Демографія
Демографічна структура станом на 31 березня 2011 року:
|          | Загалом | Допрацездатний вік | Працездатний вік | Постпрацездатний вік |
| -------- | ------- | ------------------ | ---------------- | -------------------- |
| Чоловіки | 411     | 89                 | 280              | 42                   |
| Жінки    | 421     | 82                 | 248              | 91                   |
| Разом    | 832     | 171                | 528              | 133                  |